# Basketbol'nij klub Donec'k
Il Basketbol'nij klub Donec'k è stata una società cestistica, avente sede a Donec'k, in Ucraina. Fondata nel 2006, ha giocato nel campionato ucraino.
Ha disputato le partite interne nel Druzhba Palace of Sports, avente una capacità di 4.700 spettatori.

## Palmarès
- Campionato ucraino: 1

2011-12